# Предсказания в иудаизме
Предсказание в иудаизме — в ранний период истории иудаизма его догматы допускали возможность предсказания будущего. Более того, предсказывание являлось одной из обязанностей первосвященников (Кохэним Гадолим) в эпоху Иерусалимских храмов (X век до н. э. — I век н. э.).
Иудаизм признает исключительно три способа предсказаний — пророчество, сновидения (1Цар. 28:6) и «урим и туммим». Метод и способ последнего остается загадкой, ответ на который не найден до сих пор.
После разрушения Второго храма предсказание в иудаизме медленно теряло свою роль. И уже в X веке предсказания как таковые воспринимались некоторыми иудейскими духовными лидерами (гаоны) как неприемлемые. Один из авторитетнейших средневековых гаонов, Рамбам, писал, что иудаизм запрещает любое действие, призванное предсказывать будущее.
Другие гаоны считали, что является допустимым попытаться узнать будущее по тем или иным признакам при условии не использовать предметы и методы, имеющие отношение к идолопоклонству.

## Сновидение
Ранний иудаизм воспринимал сновидения как божественные послания, предсказание и знаки. Например, явление ангела Иакову (Быт. 31:10, 11) или сон Авимелеха (Быт. 20:3-7):

И пришел Бог к Авимелеху ночью во сне и сказал ему: вот, ты умрешь за женщину, которую ты взял, ибо она имеет мужа. И сказал ему Бог во сне: и Я знаю, что ты сделал сие в простоте сердца твоего, и удержал тебя от греха предо Мною, потому и не допустил тебя прикоснуться к ней; теперь же возврати жену мужу, ибо он пророк и помолится о тебе, и ты будешь жив; а если не возвратишь, то знай, что непременно умрешь ты и все твои. И встал Авимелех утром рано, и призвал всех рабов своих, и пересказал все слова сии в уши их; и люди сии [все] весьма испугались.

В Вавилонском Талмуде есть целый раздел, посвящённый сновидениям, размышлениям о них, правилам их толкования, способам защиты от дурных снов. Этот раздел называется Брахот. Взгляд на толкование сновидений в нём характеризуется тем, что расшифровка символов сновидения — это очень сложная задача, требующая большого искусства. В иудаизме для толкователя очень важно уметь отличать важные, наделённые глубоким смыслом сны и бесполезные, ничего не значащие сновидения. При анализе сновидений предписывается стараться найти соответствующий фрагмент в Торе или Танахе, речь в котором идет о чём-то хорошем.

## Пророчество
В иудаизме пророчества имеют два источника — еврейские священные писания (Танах) и пророков. В 613 заповедях, перечисленных Маймонидом, говорится: «Не подвергать сомнению обещания и предостережения Бога, выраженные пророком» (64 Дв. 6:16) и «Слушаться каждого из (истинных) пророков» (Дв. 18:15).